# اوکه لیندستروم
اوکه لیندستروم (سوئدی: Åke Lindström؛ ‏ ۲۲ ژوئیهٔ ۱۹۲۸ – ۲۶ دسامبر ۲۰۰۲) بازیگر اهل سوئد بود.
از فیلم‌ها یا سریال‌های تلویزیونی که وی در آن نقش داشته‌است، می‌توان به آخرین ماجرا، دختران، قاضی، مادربزرگ و پروردگارمان و اسلحه دستی اشاره کرد.